# Sociedad Astronómica de Francia
La Sociedad Astronómica de Francia  (en francés: Société astronomique de France o SAF) es una asociación francesa fundada por Camille Flammarion en 1887, reconocida de utilidad pública y regida por la ley del 1 de julio de 1901 (es decir una Asociación voluntaria) cuyo objetivo es promover el desarrollo y la práctica de la astronomía.
SAF es una sociedad abierta a todo el público. También publica la revista L'Astronomie, Observations et Travaux, y ofrece conferencias mensuales en el Instituto Oceanográfico de París. SAF Cuenta con 14 comités especializados y además, da la oportunidad de descubrir el cielo en distintos eventos astronómicos desde la cúpula del Observatorio de la Sorbona, en pleno corazón de París. También posee su propio estudio óptico.
A raíz de los trágicos accidentes desarrollados en Barcelona y otras ciudades de Cataluña durante la Semana Trágica, un grupo de anarquistas intentó que se expulsase a Alfonso XIII de la agrupación por «asesino». Finalmente, tras un alegato de Camille Flammarion en contra de la actuación de la sociedad en temas políticos o religiosos se rechazó la propuesta.